# 安東·施瓦茨
安東·奧列戈維奇·施瓦茨（俄語：Антон Олегович Швец；1993年4月26日—）是俄羅斯的一位職業足球運動員，出生在烏克蘭。他在場上的位置是中場。施瓦茨現在效力於俄羅斯足球超級聯賽球隊格羅茲尼艾卡馬特。他也代表俄羅斯國家足球隊參加國際賽事。

## 外部連結
- 安東·施瓦茨在BDFutbol中的档案
- Soccerway資料庫：安東·施瓦茨